# A28 (spårvagn)
A28 var en spårvagnstyp, som byggdes i två exemplar för Stockholms Spårvägar 1952. De två spårvagnarna är de enda så kallade PCC-spårvagnar som gått i trafik i Sverige. PCC-spårvagnar var en sorts pedalvagnar, som tillverkades enligt specifikationer från 1930-talet av den amerikanska branschorganisationen Presidents’ Conference Committee.
Stockholms stad hade 1939 fattat beslut om att ersätta spårvägsnätet i innerstan med trådbussar. Med andra världskriget förföll detta beslut och under slutet av kriget beställdes nya spårvagnar, vilka börja levereras efter kriget. Mot slutet av 1940-talet ville Stockholms spårvägar pröva modernare spårvagnar av PCC-typ och beställde två sådana för utprovning. De båda spårvagnarna tillverkades av ASJ och ASEA 1952. Boggierna tillverkades av St. Louis Car Company i Saint Louis i USA och elutrustning levererades av Westinghouse Electric Corporation.
Spårvagnarna gick i reguljär trafik till 1955, varefter de enbart användes för sightseeinglinjen 700. De målades för detta ändamål om i mörkblått, rött och vitt. De båda A28-spårvagnarna gick då kopplade, med nr 10 som motorvagn och nr 11 som släpvagn.
Inköp av nya spårvagnar skrinlades slutligen 1957, till förmån för utbyggnad av tunnelbanan och användande av fler dieseldrivna bussar för innerstaden.
Spårvagn nr 11 inköptes av Svenska Spårvägssällskapet i augusti 1963 från AB Demonteringar. Den renoverades i mitten av 2000-talet och finns idag på Museispårvägen Malmköping.